# 黑豆燉肉
黑豆燉肉（葡萄牙語：Feijoada, 葡萄牙語發音：[fe(j)ʒuˈadɐ]）是一種將豆類（最常見為黑豆）和各種肉類一起燉煮的料理。feijoada這個名字來自feijão，葡萄牙語中的“豆”。該料理在葡萄牙語圈較為常見，尤其在巴西被視為國菜。

## 巴西黑豆燉肉
巴西黑豆燉肉最早記載於伯南布哥州的累西腓，於葡萄牙殖民時期發展出來。这道菜最初是由奴隸蒐集主人剩下的食物，全部放在一起燉煮而成，所以也被稱為「奴隸餐」。目前这道菜被視為巴西的國菜。
传统上人们会在周六下午或週日午餐食用黑豆炖肉，意在成為一頓悠閒的正餐。通常由家庭共享，並搭配觀看足球比賽或其他社交活動等活動。
巴西黑豆燉肉中使用的豆類因地區而異。在東南部，包括里約熱內盧和米納斯吉拉斯州，通常用黑豆製作，而在巴伊亞州、塞爾希培州和戈亞斯州則更常用棕豆或紅豆。